# أبرشية سانت مايكل (باربادوس)
| إحصائيات                                         | إحصائيات                       |
| ------------------------------------------------ | ------------------------------ |
| الأبرشية:                                        | سانت مايكل                     |
| المنطقة:                                         | 39 كيلو متر مربع (15 ميل مربع) |
| أكبر مدينة:                                      | بريدج تاون                     |
| السكان (تقديرات 2008):                           | 94,860 نسمة.                   |
| الكثافة السكانية:                                | 2,432.31 نسمة/كيلو متر مربع    |
| التمثيل البرلماني                                |                                |
| - مقعد في البرلمان                               | 11                             |
| الخريطة                                          |                                |
| Map of Barbados showing the Saint Michael parish |                                |

أبرشية القديس مايكل هي واحدة من إحدى عشرة أبرشية في بربادوس. تبلغ مساحتها 39 كم2 وتقع في الجزء الجنوبي الغربي من الجزيرة. تعتبر هذه الأبرشية إحدى الأبرشيات الست الأصلية التي تم إنشاؤها في 1629 من قبل السير ويليام توفتون.
الأبرشية هي موطن لبريدج تاون، عاصمة بربادوس. بريدج تاون هي مركز النشاط التجاري في بربادوس، بالإضافة إلى كونها محوراً مركزياً لشبكة النقل العام. البنية التحتية الرئيسية الأخرى في سانت مايكل تتكون من ميناء الدولية للبربادوس — ميناء المياه العميقة. فيه عدد من السفن السياحية تصل وتغادر منه بما في ذلك خطوط مختلفة مثل رويال كاريبين وكونارد. الميناء يضم أبراج السكر لتحميل العديد من السكر المنتج محليا في السفن والنقل، وبرج لتحميل الدقيق للنقل.
وفقاً لنظام بربادوس مجلس الكنيسة التاريخية، في كنيسة أبرشية الرئيسية (كاتدرائية سانت مايكل) يجلس جنباً إلى جنب الصف سانت مايكل في بريدج تاون. الكاتدرائية استبدلت كنيسة الرعية السابقة الذي كان يقع سابقاً في موقع كنيسة القديسة ماري. رقي الكاتدرائية القديس مايكل في حالة الكاتدرائية بموجب كوليردج المطران الذي وصل في عام 1825 في بربادوس تحت أبرشية المنشأة حديثا ثم بربادوس وجزر ليوارد.

## جغرافية المنطقة

### الأبرشيات المجاورة لسانت مايكل
- كنيسة المسيح - جنوب
- القديس جورج - الشرق
- القديس جيمس - شمال غرب
- القديس توماس - شمال شرق

## الشخصيات المعروفة
ريانا، مغنية بوب ولدت في سانت مايكل.
تينو بيست، لاعب كريكيت.
غارفيلد سوبرز، لاعب كريكيت.